# Багче-Газ (Марказі)
Багче-Газ (перс. باغچه غاز) — село в Ірані, у дегестані Баят, у бахші Новбаран, шагрестані Саве остану Марказі. За даними перепису 2006 року, його населення становило 93 особи, що проживали у складі 23 сімей.

## Клімат
Середня річна температура становить 11,56 °C, середня максимальна – 31,06 °C, а середня мінімальна – -10,77 °C. Середня річна кількість опадів – 266 мм.
| Клімат поселення                              | Клімат поселення | Клімат поселення | Клімат поселення | Клімат поселення | Клімат поселення | Клімат поселення | Клімат поселення | Клімат поселення | Клімат поселення | Клімат поселення | Клімат поселення | Клімат поселення | Клімат поселення |
| Показник                                      | Січ.             | Лют.             | Бер.             | Квіт.            | Трав.            | Черв.            | Лип.             | Серп.            | Вер.             | Жовт.            | Лист.            | Груд.            |                  |
| Середній максимум, °C                         | 5,53             | 7,18             | 12,58            | 18,62            | 23,42            | 29,51            | 31,06            | 30,48            | 25,73            | 19,54            | 12,56            | 6,82             |                  |
| Середня температура, °C                       | −2,62            | −0,98            | 4,44             | 10,47            | 15,27            | 21,36            | 25,16            | 24,57            | 19,84            | 13,63            | 6,66             | 0,92             |                  |
| Середній мінімум, °C                          | −10,77           | −9,12            | −3,7             | 2,33             | 7,10             | 13,22            | 19,26            | 18,67            | 13,95            | 7,74             | 0,76             | −4,97            |                  |
| Норма опадів, мм                              | 36               | 36               | 48               | 38               | 31               | 5                | 1                | 1                | 0                | 11               | 23               | 36               |                  |
| Середньомісячна швидкість вітру, м/с          | 1.94             | 2.54             | 3.12             | 3.14             | 2.62             | 2.56             | 2.64             | 2.44             | 2.20             | 2.17             | 1.76             | 1.94             |                  |
| Середньомісячна сонячна радіація, кДж/м²·день | 8675             | 11533            | 14246            | 17924            | 22066            | 26604            | 25998            | 23753            | 20342            | 14750            | 10599            | 8497             |                  |
| --------------------------------------------- | ---------------- | ---------------- | ---------------- | ---------------- | ---------------- | ---------------- | ---------------- | ---------------- | ---------------- | ---------------- | ---------------- | ---------------- | ---------------- |
| Джерело:                                      |                  |                  |                  |                  |                  |                  |                  |                  |                  |                  |                  |                  |                  |